# Condado de Lambton
O Condado de Lambton é uma subdivisão administrativa da província canadense de Ontário. Sua capital é Sarnia.